# Epidelaxia somasundaram
Espèce
Epidelaxia somasundaram est une espèce d'araignées aranéomorphes de la famille des Salticidae.

## Distribution
Cette espèce est endémique du Sri Lanka. Elle se rencontre sur le pic Kataragama.

## Description
Le mâle holotype mesure 4,7 mm et la femelle paratype 5,6 mm.

## Systématique et taxinomie
Cette espèce a été décrite par Satkunanathan et Benjamin en 2024.

## Étymologie
Cette espèce est nommée en l'honneur de Somasundaram Satkunanathan. 

## Publication originale
- Satkunanathan & Benjamin, 2024 : « Multilocus genetic and morphological phylogenetic analysis: unveiling a new genus and species in the tribe Nannenini of jumping spiders (Araneae, Salticidae). » Zoologica Scripta, vol. 53, no 5, p. 688-711.